# 流星飛過後許願前的一秒
《流星飛過後許願前的一秒》（英語：Seize the Second）是勞工處「展翅青見計劃」與香港電台第二台聯合主辦的一套舞台劇，於2016年1月30日葵青劇院公演。該劇劇名的由来，是在電光火石間的一刻，究竟你會選擇什麼？最重要是把握眼前可以抓緊的機會，然後把更優秀的一面展示出來。
舞台劇的導演為梁榮忠，原著劇本編劇為陳小東，演出藝員歌手有鄭子誠、張紋嘉、張致恆、楊吉璽，及香港電台第二台節目主持李志剛、曾志豪、凌梓維、崔潔彤等一同演出。
此劇於2016年改編成為同名的微電影，首映禮為 2016年11月26日 於奧海城 The Sky 戲院舉行，並於 2017年1月1日 在港台電視31台播放。
微電影的導演為梁榮忠，編劇是梁榮忠及鄭國偉。演員包括梁榮忠、李幸倪、林奕匡、張惠雅、王梓軒、陳安瑩、陳雋騫、楊吉壐、香港電台第二台節目主持李志剛、曾志豪、凌梓維、崔潔彤、黃天頤、蒙為亮等、展翅青見學員及太陽使者等。

## 電影製作
梁榮忠首次剪接時電影長達90分鐘，可惜早前跟戲院訂下了片長一定要是在60分鐘之內，所以他回去後便要著手剪片。梁榮忠表示電影將會安排在電影院上映。
首映禮已於2016年11月26日奧海城 The Sky 戲院舉行，並於 2017年1月1日 在港台電視31台播放。

## 外部連結
- 勞工處「展翅青見計劃」與香港電台第二台合辦舞台劇《流星飛過後許願前的一秒》主頁 （页面存档备份，存于）
- 流星飛過後許願前的一秒-舞台劇宣傳片 （页面存档备份，存于）
- 《流星飛過後許願前的一秒》微電影拍攝花絮 （页面存档备份，存于）
- 《流星飛過後許願前的一秒》微電影預告片 - 展鴻篇
- 《流星飛過後許願前的一秒》微電影預告片 - 小飛篇 （页面存档备份，存于）
- 《流星飛過後許願前的一秒》微電影預告片 - 方Sir篇
- 《流星飛過後許願前的一秒》微電影預告片 - Michael篇
- 《流星飛過後許願前的一秒》微電影預告片 - 夢想篇
- 勞工處舉行微電影《流星飛過後許願前的一秒》傳媒分享會 （页面存档备份，存于）
- 《流星飛過後許願前的一秒》微電影記者會 （页面存档备份，存于）
- 《流星飛過後許願前的一秒》微電影 主頁 （页面存档备份，存于）
- 《流星飛過後許願前的一秒》微電影電視首播版 （页面存档备份，存于）
- 堅持理想　展翅飛翔 （页面存档备份，存于）

香港